# Abacus: Small Enough to Jail
Abacus: Small Enough to Jail ist ein US-amerikanischer Dokumentarfilm aus dem Jahr 2016 von Steve James.  Im Mittelpunkt des Films steht die Abacus Federal Savings Bank, eine familiengeführte Kleinbank in Manhattans Chinatown in New York City, die, weil sie als „small enough to jail“ („klein genug für Gefängnis“) und nicht als „too big to fail“ („zu groß zum Scheitern“) galt, nach der Subprime-Hypothekenkrise das einzige Finanzinstitut wurde, gegen das tatsächlich Strafanzeige erstattet wurde.

## Inhalt
Der Dokumentarfilm zeigt Interviews mit der Familie Sung und anderen ehemaligen/aktuellen Abacus-Mitarbeitern, dem New Yorker Bezirksstaatsanwalt Cyrus Vance Jr. und seinen Mitarbeitern sowie den Verteidigern Kevin Puvalowski und Rusty Wise. Es gibt auch etwas Geschichte über Abacus, zusammengeschnitten mit Szenen aus It’s a Wonderful Life, was eine Inspirationsquelle des Gründers/Vorsitzenden Thomas Sung war, als er die Institution durch einen Bank-Run im Jahr 2003 führte. Der Dokumentarfilm beleuchtet auch viele chinesisch-amerikanische Geschäftseigenheiten, wie z. B. Geschäfte und Restaurants, in denen nur mit Bargeld bezahlt werden kann und die dem Finanzamt nicht das komplette Einkommen melden, Eltern, die ihren Kindern anstelle von Darlehen „Geschenke“ geben, und die Unterscheidung zwischen dem rechtlichen Namen einer Person/Einheit und dem umgangssprachlichen/persönlichen Namen. Neil Barofsky, ehemaliger Spezialgeneralinspekteur des United States Treasury Department, der das Troubled Assets Relief Program (TARP) beaufsichtigte, stellte fest, dass viele Abacus-Kreditnehmer und Kreditsachbearbeiter Kreditanträge falsch dargestellt haben könnten, was genau genommen illegal und damit strafbar wäre. Dabei sei aber festzustellen, dass die Kredite eine sehr niedrige Ausfallrate hätten, was sie von typischen Hypothekenbetrügern unterscheidet, die nicht die Absicht hätten, Kredite zurückzuzahlen. Barofsky wies auch darauf hin, dass es nie die Verfolgung der weit verbreiteten Subprime-Hypotheken und Collateralized Debt Obligation (CDO) gab, die zur Gewinnmaximierung ohne Rücksicht auf ein Risiko durchgeführt wurden, trotz ihrer viel größeren Auswirkungen auf Gesellschaft und Wirtschaft im Vergleich zu den Kreditpraktiken der Abacus-Bank.

## Auszeichnungen
Der Film wurde beim Toronto International Film Festival 2016 uraufgeführt, bei dem er beim Publikumspreis in der Kategorie Dokumentarfilm Zweiter wurde. Der Film war bei der 90. Oscarverleihung für  den Oscar in der Kategorie „Bester Dokumentarfilm“ nominiert.

## Rezeption
Abacus erhielt von Kritikern allgemein positive Bewertungen. Auf Rotten Tomatoes hat der Film eine Bewertung von 94 %, basierend auf 66 Rezensionen, mit einer durchschnittlichen Bewertung von 7,4/10. Auf Metacritic hat der Film eine Bewertung von 73 von 100, basierend auf 16 Kritikern, was auf „allgemein positive Bewertungen“ hinweist.